# 41573 Miriamrobbins
41573 Miriamrobbins este o planetă minoră (asteroid), cu un diametru de 5,267 km, din centura de asteroizi. A fost descoperită pe 5 septembrie 2000 la Stația Anderson Mesa de Lowell Observatory Near-Earth-Object Search. 
Obiectul prezintă o orbită caracterizată de o semiaxă mare de 2,5972610252238 UAi, o excentricitate de 0,25374413476623, o înclinație de 11,750224463519 ° în raport cu ecliptica.